# Ilse Kokula
Ilse Kokula (nascida em 13 de janeiro de 1944) é uma socióloga, educadora, autora e ativista lésbica alemã  no campo da vida lésbica. Ela foi condecorada com a Ordem do Mérito da República Federal da Alemanha .

## Primeiros anos
Ilse Kokula nasceu em Żagań, Silésia, em 1944, cresceu na Francônia e vive em Berlim desde 1971. Como era a filha mais velha de oito irmãos, apenas um trabalho auxiliar estava previsto para ela, razão pela qual teve que lutar desde cedo para conseguir uma formação como cozinheira. Ela buscou e encontrou apoio para poder retomar os estudos e cursar Serviço Social na Escola Técnica Superior. Concluiu com sucesso seus estudos na Baviera em 1967.

## Carreira
Após alguns anos trabalhando como assistente social, Ilse Kokula ingressou na Faculdade de Educação de Berlim e matriculou-se no curso de Pedagogia. Ela escreveu sua tese de diploma sobre o grupo de lésbicas do LAZ (Centro de Ação Lésbica de Berlim Ocidental), do qual fazia parte. Em meados da década de 1970, quando as lésbicas ainda eram silenciadas socialmente, Kokula publicou esse trabalho sob o pseudônimo de "Ina Kuckuck", com o título A luta contra a opressão, pela editora Frauenoffensive, em Munique.
Depois disso, atuou na prática por vários anos antes de obter o doutorado em Sociologia na Universidade de Bremen, em 1982. O resultado foram mais dois livros: Homossexualidade feminina por volta de 1900 e Formas de subcultura lésbica. Em 1985, Kokula foi nomeada pela Universidade de Utrecht como a primeira professora visitante para a área de "história social e socialização de mulheres lésbicas" em uma cátedra especial, recebendo assim o título de professora. 
Ela ensinou, aprendeu e fez muitos contatos e depois trabalhou por vários anos como pesquisadora e palestrante freelancer, até se tornar uma agente de oportunidades iguais do Departamento de Igualdade de Gênero do Senado de Berlim, em Berlim Ocidental, no ano da queda do Muro de Berlim (1989).
Lá, ela apresentou temas em conferências para discussão. como as questões da perseguição de homossexuais na Alemanha nazista e o Holocausto deveriam ser comemoradas, como as autoridades municipais poderiam promover a emancipação lésbica e gay, ou qual história e perspectivas lésbicas e gays teriam nos novos estados federais (antiga RDA ). Estas e muitas outras discussões foram publicadas na secção “Documentos de Emancipação Lésbica-Gay” da Unidade de Estilos de Vida Homossexuais (editada pelo Departamento do Senado para a Juventude e a Família, Berlim). 
Há mais de quatro décadas, Ilse Kokula vem conectando diferentes níveis de atuação: como pesquisadora, publicou obras pioneiras sobre o presente e a história das mulheres lésbicas já nos anos 1970 e início dos anos 1980, as quais serviram de base para que pesquisadoras mais jovens nas áreas de história, sociologia, psicologia e estudos literários pudessem desenvolver seus trabalhos. Ilse Kokula atuou como militante política no movimento de mulheres e lésbicas (incluindo o grupo de mulheres da Ação Homossexual de Berlim Ocidental — HAW), que mais tarde se tornou o Centro de Ação Lésbica de Berlim Ocidental. Também colaborou com os periódicos UKZ – “Unser kleines Zeitung” (“Nosso pequeno jornal”) e com a Schweizerische Lesbenfront (“Frente Lésbica Suíça”). Além disso, manteve ativa a cooperação entre lésbicas e gays — entre outras iniciativas, foi responsável pela criação do grupo sindical lésbico-gay da ÖTV (Sindicato dos Serviços Públicos, Transportes e Trânsito), e na exposição “Eldorado: Mulheres e homens homossexuais em Berlim de 1850 a 1950”, realizada em 1984, em Berlim.
Kokula conectou muitas lésbicas do Oriente e do Ocidente, da Holanda, Áustria, Suíça e Alemanha antes da queda do Muro de Berlim em 1989 e depois. Como primeiro responsável pela igualdade de oportunidades no "Departamento para o estilo de vida entre pessoas do mesmo sexo do Senado de Berlim", o especialista participou de vários tópicos de 1989 a 1996, por meio de reuniões e publicações no debate social e na "Política comunitária de lésbicas e gays" do escritório distrital de Berlim-Charlottenburg.
Kokula foi um membro comprometido do movimento de mulheres e lésbicas (incluindo a fundadora da Fundação para o Arquivo do Movimento de Mulheres Alemãs). Como investigadora lésbica e lutadora pela emancipação, o papel de agente de igualdade de género na administração era uma fonte de tensão dentro e fora das instituições e das partes interessadas. Após sete anos, Ilse Kokula deixou este cargo e mudou seu campo de atuação para a área de proteção à juventude.
Desde sua aposentadoria em 2004, ela tem trabalhado como voluntária no Frieda Women's Center em Berlim, onde organiza regularmente palestras e discussões sobre vários aspectos da vida lésbica.

## Trabalhos
Como autora
- Der Kampf gegen Unterdrückung . Frauenoffensive, Munique 1975. (usando o pseudônimo: Ina Kuckuck). (em alemão)
- Weibliche Homosexualität um 1900 in zeitgenössischen Dokumenten . Frauenoffensive, Munique 1981. (em alemão)
- Formen lesbischer Subkultur . Rosa Winkel Verlag, Berlim 1983. (em alemão)
- Jahre des Glücks, Jahre des Leids – Gespräche mit älteren lesbischen Frauen . Frühlings Erwachen, Kiel 1986. (em alemão)
- Wir leiden nicht mehr, sondern sind gelitten! Lesbisch leben in Deutschland Wir leiden nicht mehr, sondern sind gelitten! Lesbisch leben in Deutschland . Kiepenheuer und Witsch, Köln 1987. (em alemão)
- Die Welt gehört uns doch! Zusammenschluss lesbischer Frauen in der Schweiz der 30er Jahre (Mitautorin: Ulrike Böhmer) Die Welt gehört uns doch! Zusammenschluss lesbischer Frauen in der Schweiz der 30er Jahre (Mitautorin: Ulrike Böhmer) . eFeF, Zurique/ Berna 1991.  (em alemão)
- Manfred Baumgardt, Ralf Dose, Manfred Herzer, Hans-Günter Klein, Ilse Kokula, Gesa Lindemann: Magnus Hirschfeld – Leben und Werk. Ausstellungskatalog Magnus Hirschfeld – Leben und Werk. Ausstellungskatalog . Westberlin: Rosa Winkel, 1985 ( Schriftenreihe der Magnus-Hirschfeld-Gesellschaft 3 ). (em alemão)
  - 2. erw. Aufl. Mit einem Nachwort von Ralf Dose erw. Aufl. Mit einem Nachwort von Ralf Dose erw. Aufl. Mit einem Nachwort von Ralf Dose . Hamburgo: von Bockel, 1992. ( Schriftenreihe der Magnus-Hirschfeld-Gesellschaft 6 ). (em alemão)

Como editora
- "Quão informada está a administração?" Departamento de Escolas, Juventude e Esportes do Senado, Departamento de Estilos de Vida entre Pessoas do Mesmo Sexo, Berlim 1996. (em alemão)
- "Comemorar as vítimas homossexuais do nazismo. 1ª ed." Departamento de Juventude e Família do Senado, Departamento de Estilos de Vida entre Pessoas do Mesmo Sexo, Berlim, 1995. (em alemão)
- "Lésbicas, gays, parcerias. 1ª ed.". Departamento de Juventude e Família do Senado, Departamento de Estilos de Vida entre Pessoas do Mesmo Sexo, Berlim, 1994. (em alemão)
- "Aspectos da emancipação lésbica e gay nos governos locais." Administração do Senado para Mulheres, Juventude e Família, Berlim, 1991. (em alemão)
- "História e perspectivas de lésbicas e gays nos novos estados federais." Departamento de Juventude e Família do Senado, Berlim, 1991. (em alemão)